# Dibai (ort i Indien)
Dibai är en ort i Indien.   Den ligger i distriktet Bulandshahr och delstaten Uttar Pradesh, i den norra delen av landet, 110 km öster om huvudstaden New Delhi. Dibai ligger 199 meter över havet och antalet invånare är 37 873.
Terrängen runt Dibai är mycket platt. Runt Dibai är det tätbefolkat, med 790 invånare per kvadratkilometer. Närmaste större samhälle är Atrauli, 20,0 km söder om Dibai. Trakten runt Dibai består till största delen av jordbruksmark.